# フォアアールベルク線
フォアアールベルク線（ドイツ語: Vorarlbergbahn）は、オーストリア国鉄の鉄道線の名称である。路線番号は、401。オーストリアとスイスを結ぶ路線である他、ブクス方面の支線は三ヶ国にまたがり、リヒテンシュタイン公国唯一の鉄道路線がこの路線から分岐する。

## 概要
フォアアールベルク本線はブレゲンツ - ロッホアウ区間を除いて複線鉄道であり、全区間は電化されている。国境からリンダウ中央駅まで架空電車線はドイツ規格の基礎でブルーデンツのオーストリア国鉄技術者達によって設置された。リンダウにはドイツの電車線が連結されていないため、電力はオーストリアから供給されている。その理由でスイス連邦鉄道及びオーストリア国鉄の国際列車の場合、リンダウ中央駅で電気機関車をディーゼル機関車に切り替えねばならない。

## 歴史

### 鉄道建設背景とフォアアールベルク鉄道
企業家であったカール・ガナール（Carl Ganahl, 1807~1889）はフォアアールベルク地方の鉄道建設の重要性を認識したものの、地理的な障壁のため、チロル地域と連結される山岳鉄道がなければ鉄道建設は無意味であった。フォアアールベルク地方はオーストリア帝国の独立した帝冠領ではないし、ウィーンでは代表者もなかった。1850年代にリンダウ、ザンクト・マルグレッテン、インスブルックでは鉄道施設が既に備えられた。1856年ヴォーアールベルク地域の商工会議所議長となったガナールは建設予備段階の許可要請書を提出した。ガナールはそのあと自分の費用で2年間詳細な実行案を準備させた。彼の要請はオーストリア帝国商工部で一時的に延期されて、隣接国家との協議が優先的にならねばならなかったからであった。1865年初めに鉄道建設に関する条約が締結された。
条約締結の前であった1864年、帝国商工部（k.u.k. Handelsministerium）はインスブルック - ドルンビルン区間の鉄道建設計画を提出して、1867年にザンクト・アントン - ランゲン区間のトンネル建設が提案された。帝国議会は1867年鉄道建設計画案を既に審査したが、1869年5月1日にようやく鉄道建設を議決した。1865年の条約は施行されなかったので、1870年8月27日鉄道建設に関する新しい条約が締結された。同年10月にヴォアアールベルク州で鉄道建設工事が開始された。ほとんどの工事は1871年に行われて、この路線の一部分が建設されたものの、様々な異見のため時間損失は甘受されねばならなかった。
私鉄鉄道の帝国特認フォアアールベルク鉄道（k.k. previlegierte Vorarlberger Bahn）は1871年7月に株式会社として法人登記簿（Handelsregister）に登録された。フォアアールベルク鉄道は1872年7月1日にブルーデンツ - ロッホアウ区間が蒸気機関車「ブレーゲンツ号」の投入と共に開通された。バイエルン王国の区間は同年10月14日に開通された。リンダウ - ロッホアウ国境区間は国家所有でヴォアアールベルク鉄道に賃貸された。ボーデン湖土手道上の線路は1866年既に複線となった。1885年の国有化の前、1884年にアールベルクトンネルの完工でこの路線はオーストリアの鉄道網と連結された。1899年に複線線路がリンダウ - ロイティン区間で備えられた。
多量の漂礫土が峡谷からイル川に数回流入して堆積たり押し流された後、1918年12月には流れた泥が単線だったこの路線の線路とイル川まで推し進めた。

### オーストリア連邦鉄道時代
1926年8月にブルーデンツ - フェルトキルヒ区間で、1927年2月にフェルトキルヒ - ブレーゲンツで電車線と電力供給設備が備えられた。この路線はオーストリア第一共和国時代にインスブルック管理局に属していた。独墺合邦以後この路線は1945年までアウクスブルク管理局により管理された。1945年にオーストリア連邦鉄道は再建されて、リンダウ - ブルーデンツ線はインスブルック管理局に配置された。
1959年12月までブレーゲンツ - ライターアッハ区間が複線で改良された。1973年から1995までオーストリア区間の複線改良は数回にかけて実行された。一方1950年代にリンダウ市内の停車場が、中央駅を除いて、全部廃止されて、ドイツ連邦鉄道所属の路線バスが廃止された停車駅たちを結ぶこととなった。それ故にこの路線の時刻表はオーストリア連邦鉄道の時刻表だけであった。
1982年ヴォルフルトで貨物ターミナルが設置されて、当時にオーストリアで最も現代的な貨物駅となった。1986年6月に一定間隔運行がブレーゲンツ - フェルトキルヒ区間で導入されて、1991年フェルトキルヒ - ブルーデンツ区間まで拡張された。同年に単線のシャテンブルクトンネルが複線のトンネルに移設されて、フェルトキルヒ駅も共に改修された。

### ÖBB持ち主グループ
2004年から「ライン川上流コンセプト（Rheintalkonzept）」という改修プロジェクトがオーストリア国境 - フェルトキルヒ区間で実行され、今まで八つの停車駅が現代化された。
2012年壊れやすい地域で長期間行われた砂防事業（Verbauungsmaßnahme）が仕上げられ、峡谷からの泥流れ危険が確実に減少した。2015年から2018年までヴォルフルト貨物駅は拡張されて、2本のガントリークレーンが設置された。それでコンテナターミナルの容量が二倍となって、ISO標準コンテナの積み重ね面積が4倍に増えた。
2020年12月にリンダウ・ロイティン駅がチューリッヒおよびミュンヘン行きの長距離列車の停車駅として再開業された。アルゴイ線およびエシャッハ連結線の電化・改良の一環として、リンダウ市内の踏み切りは改良または撤去されて、あるいは立体交差に改築された。ボーデン湖土手道が改装されて、電化されなかった線路の上に電車線が改めて設置された。

## 運行形態
この路線ではフォアアールベルク運輸連合 (Verkehrsverbund Vorarlberg, VVV) の運賃システムが適用されている。リンダウ市内の地域輸送の場合、運賃システムはボーデン湖・オーバーシュヴァーベン運輸連合（Bodensee-Oberschwaben Verkehrsverbund、bodo）により管理されている。

### 寝台特急「ナイトジェット(NJ)」
下記3系統が、それぞれ一日1往復ずつ運行されている。全て、インスブルック以東は300号線、ブルーデンツ以西は401号線に直通する。なお、2017年以前はユーロナイト(EN)の種別で運行していた。
- ブレゲンツ - ブルーデンツ - ウィーン
ブルーデンツ以東は400号線に直通する。2017年以前は、ドーンビアン - フェルトキルヒ間ノンストップであった。
- チューリッヒ - ブクス - ブルーデンツ - ベオグラード/グラーツ
ブルーデンツ以東は400号線に、フェルトキルヒ以西はブクス方面支線経由でスイス国鉄880号線に直通する。一部車両は、ユーロナイト(EN)の種別で運行する。
- チューリッヒ - ブクス - ブルーデンツ - ウィーン
ブルーデンツ以東は400号線に、フェルトキルヒ以西はブクス方面支線経由でスイス国鉄880号線に直通する。一部車両は、ユーロナイト(EN)の種別で運行する。

### 特急「レイルジェット・エクスプレス(rjx)」
下記3系統が運行している。
- ブレゲンツァーヴァルト号：　フランクフルト - ロイティン - ブルーデンツ - ウィーン
一日1往復の運行。ブルーデンツ以東は400号線に、ロイティン以北はドイツ国鉄751号線から直通する。
2023年度に運行を開始した。当初は西行がレイルジェット(rj)の種別であったが、2024年度より双方向ともレイルジェットエクスプレス(rjx)に統一された。

- ブレゲンツ - フェルトキルヒ - ブルーデンツ - ウィーン
上記フランクフルト発着便と合わせて、2時間に1本の運行。ブルーデンツ以東は400号線に直通する。
2016年以前は、下記チューリヒ発着便とフェルトキルヒ以東で併結し、2時間に1本の運行となっていた。また、フェルトキルヒ以北で快速並の停車駅で運行する列車もあった。2018年以前はレイルジェット(rj)の種別で運行していた。

- チューリヒ - ブクス - フェルトキルヒ - ブルーデンツ - ウィーン
ユーロシティ(EC)と合わせて、2時間に1本の運行。ブルーデンツ以東は400号線に、フェルトキルヒ以西はブクス方面支線経由でスイス国鉄880号線に直通する。
2016年以前は、上記ブレゲンツ発着系統がフェルトキルヒ以東で併結し、2時間に1本の運行となっていた。また、フェルトキルヒ以北で快速並の停車駅で運行する列車もあった。2018年以前はレイルジェット(rj)の種別で運行していた。

### 特急「レイルジェット(rj)」
- リンツ → ブルーデンツ → ブレゲンツ
一日あたり、北行1本の運行。ブルーデンツ以東は400号線から直通する。
2023年度以前は、一日あたり北行1本、南行3本の運行であった。ただし2021年度に限り、一日あたり南行2本のみの運行であった。2024年度に南行が全てレイルジェット・エクスプレス(rjx)に格上げされ、北行一日1本のみの運行となった。

- チロル号：　フェルトキルヒ - ブルーデンツ - ミュンヘン　【夏季・冬季の土曜日運行】
土曜日のみ、週1往復の運行。ただし、春季・秋季は運休する。ブルーデンツ以東は400号線に直通する。
2017年に運行を開始した。

### 特急「ユーロシティ(EC)」
下記2系統に分かれる。
- ミュンヘン - リンダウ - マーグレテン - チューリッヒ (- バーゼル)
2時間に1本の運行。リンダウ以東はバイエルン・アルゴイ線に、マーグレテン以西はスイス国鉄880号線に直通する。
過去の運行形態
2018年以前は一日4往復の運行。また、夏季もブレゲンツ - チューリヒ/バーゼル間のみ運行していた。リンダウ市内では、ロイティン駅に停車せず、島駅に停車していた。
2018年末に、一日3往復に減便された。
2020年度に限り、夏季運休していた。
2020年末に、一日6往復に増発された。リンダウ市内では、ロイティン駅への停車を開始し、島駅は経由しなくなった。
2022年度に限り、一日6.5往復の運行となった。
2024年度より、さらに1.5往復が増発され、2時間に1本の運行となった。

- トランサルピン号：　チューリッヒ - ブルーデンツ - グラーツ
一日1往復の運行。フェルトキルヒ以西はブクス方面支線経由でスイス国鉄880号線に、ブルーデンツ以東は400号線に直通する。

### 特急「インターシティ・エクスプレス(ICE)」
下記1系統が一日1往復運行している。インスブルック以東は300号線、ブルーデンツ以西は401号線に直通する。
- ボーデンゼー号：　ドルトムント - リンダウ - ブルーデンツ - インスブルック
リンダウ以北はドイツ国鉄731号線に、ブルーデンツ以東は400号線に直通する。
過去の運行形態
2021年以前はインターシティ(IC)の種別で運行していた。ロイティン通過でリンダウ島駅を経由していた他、ホーエネムスとゲッツィスは上下とも通過していた。
2022年度より、リンダウ島を経由しないルートとなり、ロイティンは停車となった。北行に限り、ホーエネムスとゲッツィス停車となった。
2024年度より、インターシティ・エクスプレス(ICE)に種別変更となった。北行はランクヴァイルとリーデンブルク停車となった一方、ゲッツィスは通過に変更された。

### 特急「ヴェストバーン(west)」
- ブレゲンツ - ブルーデンツ - ウィーン
一日1往復の運行。ブルーデンツ以南は400号線に直通する。
2023年12月に運行を開始した。

### 快速「レギオナルエクスプレス(REX)」
下記2つの系統に分かれる。
- REX1系統：　リンダウ - ブルーデンツ - シュルンス
一時間に1-2本の運行。一部はフェルトキルヒ以北の運行で、フェルトキルヒ以南は毎時1本の運行となる。ブルーデンツ以南は420号線に直通する。
2016年以前は、1～2時間に1本の運行であった。2020年以前は、420号線に直通していなかった。2021年度は、平日の北行の大部分がブルーデンツ始発であった。2022年以前は停車駅のパターンが多数あり、ハトラードルフ、アルタハ、ズルツ、アンベルク以外は全て停車列車があった他、ドーンビアン - ランクヴァイル間ノンストップの列車も設定されていた。

- REX7系統：　リンダウ・ロイティン - ザンクト・マーガレテン - ロマンシュホーン
平日に一日2.5往復、土曜・日曜に2時間に1本の運行。ザンクト・マーガレテン以南はスイス国鉄880号線に直通する。ロイティン - ブレゲンツ間ノンストップ。
2022年度に運行を開始した。当初は土曜・日曜のみの運行であったが、2024年度より平日の運行を開始した。

- REX7系統：　ブレゲンツ → リンダウ島　【平日運行】
平日限定で、一日片道1本の運行。ブレゲンツ - ロイティン間ノンストップ。
2024年度に運行を開始した。

- 過去の運行系統
  - ブレゲンツ → サンクト・マーグレテン
2019年以前、一日片道3本運行していた。ハート・フーサハを除く各駅に停車していた。

※ 他にミュンヘン行きのRE96系統列車がリンダウ・ロイティン - リンダウ島駅区間を通行している。また、ケンプテン方面のRE7系統およびRE70系統列車はヘルガッツ - リンダウ・ロイティン - リンダウ島駅の順に走行する。

### 普通「レギオナルツーク(R)」
下記2つの系統に分かれる。
- R1系統：　(シュルンス - ) ブルーデンツ - ブレゲンツ港 ( → ローハウ)　【平日運行】
朝と夕方のみの運行。
朝は一日2.5往復の運行で、うち1往復がシュルンス発着。南行のうち2本はブレゲンツ港始発で、ヴォルフルトとハーゼルシュタウデンを通過する。1本はブレゲンツ始発で、リーデンブルク - ドーンビアン間ノンストップである他フラシュタンツを通過し、ルーデシュに停車する。北行2本は、ブルーデンツ発ローハウ行1本がフェルトキルヒ以南の各駅とランクヴァイル、ドーンビアンとリーデンスブルク以北の各駅にのみ停車し、シュルンス発ブレゲンツ港行1本がルーデシュ以南の各駅とフェルトキルヒ - ドーンビアン間の各駅、ヴォルフルト以北の各駅にのみ停車する。
夕方は、ドーンビアン発ブレゲンツ行、ブレゲンツ港行が一日1本ずつ、ブレゲンツ港発フェルトキルヒ行、シュルンス行が一日1本ずつ運行する。北行の列車はハーゼルシュタウデンとシュヴァーツァハを通過する。南行の列車はリーデンブルク - ドーンビアン間ノンストップ。
過去の運行形態
2020年以前は、平日のみ北行片道1本の運行であった。現在の朝のシュルンス始発の列車が、ブルーデンツ始発で運行していた。当時はズルツを通過していた。
2021年度より、シュルンス始発となった。また、平日3本、休日1本に増発され、ローハウ行の列車もあった。
2022年度に、再び平日のみ片道1本の運行となった。
2023年度に、一日4往復に増発された。以前から運行していたシュルンス始発の列車は、ズルツが停車駅に追加された。朝のブレゲンツ発の列車は、ドーンビアン以北で各駅に停車していた他、フラシュタンツ停車、ルーデシュ通過であった。また夕方の北行2本のうち1本はローハウ行で、ブレゲンツ港を通過していた。夕方の南行はフェルトキルヒ行1本のみの運行であった。
2024年度に、朝のブレゲンツ始発の列車がリーデンブルク - ドーンビアン間ノンストップとなった他、フラシュタンツ通過、ルーデシュ停車となった。夕方のローハウ行がブレゲンツ港まで短縮された他、南行でブレゲンツ発シュルンス行が新たに1本設定された。

- R5系統：　ザンクト・マーグレテン - ラウデラハ - フェルトキルヒ　【平日運行】
朝と夕方にのみ運行する。
2022年度に運行を開始した。当初はルシュテラウ始発であったが、2023年度よりザンクトマーグレテンまで延伸となった。

- 過去の運行系統
  - ブルーデンツ → フェルトキルヒ ( → リンダウ島)　【平日運行】
2020年以前は、平日のみ片道1本、Sバーン(S1)として運行していた。ほぼ各駅停車であったが、シュリンスとニューツィダースを通過していた。
2021年度より、フェルトキルヒ以南に限りレギオナルツーク(R)に格上げされた。
2023年度以降、運行を休止している。

※ 他にRB92系統の普通列車は快速列車と同じくリンダウ・ロイティン - リンダウ島駅間を通行する。

### 普通「Sバーン(S)」
下記2つの系統に分かれる。
- S1系統：　(リンダウ島 - )ブレゲンツ港 - ブルーデンツ
30分に1本の運行。リンダウまで直通するのは2時間に1本で、その他の列車はブレゲンツ港でリンダウ方面特別快速(REX)と接続する。
2021年度に限り、平日の北行大部分と南行半数、休日の半数が420号線に直通していた。

- S2系統：　ブルーデンツ → フェルトキルヒ → ブクス　【平日運行】
平日のみ、片道1本のみの運行。フェルトキルヒ以西はブクス方面支線に直通する。
2022年度以前はレギオナルツーク(R)として運行していた。

- S3系統：　ブレゲンツ - ザンクト・マーグレテン
平日は30分に1本、休日は60分に1本の運行。ブレゲンツで、リンダウ方面の列車と接続する。

### 過去の運行種別
- 特急「インターシティ(IC)」
  - ブレゲンツ - ブルーデンツ - ウィーン
かつて、一日1往復運行していた。ブルーデンツ以東は400号線に直通していた。2016年末に、レイルジェット(RJ)に統合された。

## 駅一覧
以下では、オーストリア国鉄401号線の駅と営業キロ、停車列車、接続路線などを一覧表で示す。ブクス方面の支線についてはフェルトキルヒ - ブクス線の項目を参照。

### リンダウ - ブルーデンツ間
- 種別
  - NJ：超特急「ナイトジェット」
  - EN：寝台特急「ユーロナイト」
  - EC：特急「ユーロシティ」
  - IC：特急「インターシティ」
  - W：特急「ヴェストバーン」
  - REX：快速「レギオナルエクスプレス」
  - R：普通「レギオナルツーク」
  - S：普通「Sバーン」
- 停車駅
  - ■印：全列車停車
  - ●印：一部通過
  - ○印：一部停車
  - ｜印：全列車通過

| 路線名 | 駅名                                         | 駅間営業キロ | 累計営業キロ | NJ | rjx | rj | EC | ICE | W  | REX | R | S | 接続路線                                                          | 所在地               | 所在地           |
| ------ | -------------------------------------------- | ------------ | ------------ | -- | --- | -- | -- | --- | -- | --- | - | - | ----------------------------------------------------------------- | -------------------- | ---------------- |
| 401    | リンダウ島駅(*1)                             | -            | 0.0          |    |     |    |    |     |    | ■   |   | ■ | ドイツ国鉄 751号線（シュツットガルト方面）、970号線（ブフレ方面） | シュヴァーベン県     | リンダウ郡       |
| 401    | リンダウ・ロイティン駅(*2)                   | 2.5          | 2.5          |    | ■   | ■  | ■  | ■   |    | ■   |   | ■ | ドイツ国鉄 970号線（ミュンヘン方面）                              | シュヴァーベン県     | リンダウ郡       |
| 401    | ローハウ・ヘアブランツ駅                     | 4.2          | 6.7          |    | ｜  | ｜ | ｜ | ｜  |    | ●   | ■ | ■ |                                                                   | フォアアールベルク州 | ブレゲンツ郡     |
| 401    | ブレゲンツ港駅                               | 2.9          | 9.6          |    | ｜  | ｜ | ｜ | ｜  |    | ●   | ■ | ■ |                                                                   | フォアアールベルク州 | ブレゲンツ郡     |
| 401    | ブレゲンツ駅                                 | 0.8          | 10.4         | ■  | ■   | ■  | ■  | ■   | ■  | ■   | ■ | ■ |                                                                   | フォアアールベルク州 | ブレゲンツ郡     |
| 401    | リーデンブルク駅                             | 2.0          | 12.4         | ｜ | ○   | ｜ | ｜ | ∨▲  | ｜ | ●   | ■ | ■ | ザンクト・マーグレテン支線（チューリヒ方面）                      | フォアアールベルク州 | ブレゲンツ郡     |
| 401    | ラウテラハ駅                                 | 1.8          | 14.2         | ｜ | ｜  | ｜ |    | ｜  | ｜ | ｜  | ● | ■ |                                                                   | フォアアールベルク州 | ブレゲンツ郡     |
| 401    | ヴォルフルト駅                               | 2.8          | 17.0         | ｜ | ｜  | ｜ |    | ｜  | ｜ | ｜  | ● | ■ |                                                                   | フォアアールベルク州 | ブレゲンツ郡     |
| 401    | シュヴァルツァハ・イン・フォアアールベルク駅 | 1.6          | 18.6         | ｜ | ｜  | ｜ |    | ｜  | ｜ | ｜  | ● | ■ |                                                                   | フォアアールベルク州 | ブレゲンツ郡     |
| 401    | ハーゼルシュタウデン駅                       | 1.6          | 20.2         | ｜ | ｜  | ｜ |    | ｜  | ｜ | ｜  | ● | ■ |                                                                   | フォアアールベルク州 | ドーンビアン郡   |
| 401    | ドーンビアン駅                               | 2.1          | 22.2         | ■  | ■   | ■  |    | ■   | ■  | ■   | ■ | ■ |                                                                   | フォアアールベルク州 | ドーンビアン郡   |
| 401    | ドーンビアン・ショーレン駅                   | 1.1          | 23.3         | ｜ | ｜  | ｜ |    | ｜  | ｜ | ｜  | ● | ■ |                                                                   | フォアアールベルク州 | ドーンビアン郡   |
| 401    | ハトラードルフ駅                             | 1.8          | 25.1         | ｜ | ｜  | ｜ |    | ｜  | ｜ | ｜  | ○ | ■ |                                                                   | フォアアールベルク州 | ドーンビアン郡   |
| 401    | ホーエネムス駅                               | 5.0          | 30.1         | ■  | ｜  | ｜ |    | ∨▲  | ■  | ■   | ● | ■ |                                                                   | フォアアールベルク州 | ドーンビアン郡   |
| 401    | アルタハ駅                                   | 2.1          | 32.2         | ｜ | ｜  | ｜ |    | ｜  | ■  | ｜  | ○ | ■ |                                                                   | フォアアールベルク州 | フェルトキルヒ郡 |
| 401    | ゲッツィス駅                                 | 2.6          | 34.8         | ■  | ｜  | ｜ |    | ｜  | ■  | ■   | ● | ■ |                                                                   | フォアアールベルク州 | フェルトキルヒ郡 |
| 401    | クラウス・イン・フォアアールベルク駅         | 3.3          | 38.1         | ｜ | ｜  | ｜ |    | ｜  | ｜ | ｜  | ● | ■ |                                                                   | フォアアールベルク州 | フェルトキルヒ郡 |
| 401    | ズルツ・レーティス駅                         | 1.9          | 40.0         | ｜ | ｜  | ｜ |    | ｜  | ｜ | ｜  | ○ | ■ |                                                                   | フォアアールベルク州 | フェルトキルヒ郡 |
| 401    | ランクヴァイル駅                             | 2.5          | 42.5         | ■  | ｜  | ｜ |    | ∨▲  | ■  | ■   | ■ | ■ |                                                                   | フォアアールベルク州 | フェルトキルヒ郡 |
| 401    | フェルトキルヒ・アンベルク駅                 | 2.4          | 44.9         | ｜ | ｜  | ｜ |    | ｜  | ｜ | ｜  | ○ | ■ |                                                                   | フォアアールベルク州 | フェルトキルヒ郡 |
| 401    | フェルトキルヒ駅                             | 2.0          | 46.9         | ■  | ■   | ■  | ■  | ■   | ■  | ■   | ■ | ■ | チューリヒ方面                                                    | フォアアールベルク州 | フェルトキルヒ郡 |
| 401    | フラスタンツ駅                               | 4.5          | 51.4         | ｜ | ｜  | ｜ | ｜ | ｜  | ■  | ■   | ● | ■ |                                                                   | フォアアールベルク州 | フェルトキルヒ郡 |
| 401    | シュリンス・ベーシュリンク駅                 | 4.8          | 56.2         | ｜ | ｜  | ｜ | ｜ | ｜  | ｜ | ｜  | ○ | ■ |                                                                   | フォアアールベルク州 | ブルーデンツ郡   |
| 401    | ネンツィンク駅                               | 1.5          | 57.7         | ｜ | ｜  | ｜ | ｜ | ｜  | ■  | ■   | ● | ■ |                                                                   | フォアアールベルク州 | ブルーデンツ郡   |
| 401    | ルーデシュ駅                                 | 5.5          | 63.3         | ｜ | ｜  | ｜ | ｜ | ｜  | ｜ | ○   | ○ | ■ |                                                                   | フォアアールベルク州 | ブルーデンツ郡   |
| 401    | ニューツィダース駅                           | 1.9          | 65.2         | ｜ | ｜  | ｜ | ｜ | ｜  | ｜ | ○   | ○ | ■ |                                                                   | フォアアールベルク州 | ブルーデンツ郡   |
| 401    | ブルーデンツ駅                               | 2.5          | 67.7         | ■  | ■   | ■  | ■  | ■   | ■  | ■   | ■ | ■ | 400号線（ウィーン方面）、420号線（シュルンス方面）                | フォアアールベルク州 | ブルーデンツ郡   |

(*1): 2020年以前は「リンダウ本駅」。

(*2): 2020年12月に旅客営業再開。

### ザンクト・マーグレテン - ブレゲンツ間
- 種別
  - EC：特急「ユーロシティ」
  - REX：快速
  - R：普通
- 停車駅
  - ■印：全列車停車
  - ●印：大部分停車、一部通過
  - ○印：大部分通過、一部停車
  - ｜印：全列車通過

| 路線名 | 駅名                               | 駅間営業キロ | 累計営業キロ | EC | REX | R  | S | 接続路線                                             | 所在地               | 所在地           |
| ------ | ---------------------------------- | ------------ | ------------ | -- | --- | -- | - | ---------------------------------------------------- | -------------------- | ---------------- |
| 401    | ザンクト・マーグレテン駅           | -            | 0.0          | ●  | ■   |    | ■ | スイス国鉄 880号線（ザーガンス方面、チューリヒ方面） | スイス連邦           | ザンクトガレン州 |
| 401    | ルシュテナウ駅                     | 2.6          | 2.6          | ｜ | ｜  | ■  | ■ |                                                      | フォアアールベルク州 | ドーンビアン郡   |
| 401    | ハート・フーサハ駅                 | 3.9          | 6.5          | ｜ | ｜  | ■  | ■ |                                                      | フォアアールベルク州 | ブレゲンツ郡     |
| 401    | ラウテラハ・ウンターフェルト駅(*3) | 1.9          | 8.4          | ｜ | ｜  | ■  | ■ |                                                      | フォアアールベルク州 | ブレゲンツ郡     |
| 401    | リーデンブルク駅                   | 2.0          | 10.4         | ｜ | ｜  | ｜ | ■ | ブルーデンツ方面                                     | フォアアールベルク州 | ブレゲンツ郡     |
| 401    | ブレゲンツ駅                       | 2.0          | 12.4         | ■  | ■   |    | ■ | リンダウ方面                                         | フォアアールベルク州 | ブレゲンツ郡     |

(*3)：2022年9月5日開業。